# ツーリズムおおいた
公益社団法人ツーリズムおおいたは、大分県の観光の振興及び地域活性化を図ることを目的とした公益法人である。

## 概要
自治体主導であった旧大分県観光協会を改組し、民間主導の組織として2005年4月1日に発足した。
自治体、各市町村等の観光協会、観光事業者等が正会員となるとともに、地域づくり団体やNPO等が新たに準会員として参加している。また、地方自治体の関係者は役職員とならず、大分県からの運営費の補助も受けていない。
大分県別府市山の手町12-1のビーコンプラザ内に事務所を置く。都道府県庁の所在地ではなく観光の中心地に事務所を置くのは、都道府県の観光協会として唯一である。
初代会長は由布院温泉由布院玉の湯社長の桑野和泉が務めた。初代事務局長も女性であり、幹部を女性が占めたことでも注目を集めた。